# بوب براين
بوب براين (بالإنجليزية: Bob Bryan) (مواليد 29 أبريل 1978) لاعب كرة مضرب أمريكي أمضى مع أخيه مايك براين 290 أسبوعا متصدرين التصنيف العالمي في لعبة كرة المضرب فئة الزوجي كفريق واحد . وقد فاز بوب بـلقب 20 بطولة كرة مضرب كبرى منها (13 لقب في فئة زوجي الرجال و7 في الزوجي المختلط)

## روابط خارجية
- بوب براين على موقع رابطة محترفي التنس (الإنجليزية)
- بوب براين على موقع الاتحاد الدولي لكرة المضرب (الإنجليزية)
- بوب براين على موقع كأس ديفيز (الإنجليزية)
- بوب براين على موقع خلاصة التنس.كوم (الإنجليزية)
- بوب براين على موقع إي إس بي إن.كوم (الإنجليزية)
- بوب براين على موقع أوليمبيديا (الإنجليزية)